# Guaiacum sanctum
Guaiacum sanctum är en pockenholtsväxtart som beskrevs av Carl von Linné. Guaiacum sanctum ingår i släktet Guaiacum och familjen pockenholtsväxter. IUCN kategoriserar arten globalt som starkt hotad. Inga underarter finns listade i Catalogue of Life.